# Jerry Robinson (giocatore di football americano)
Jerry Dewayne Robinson (San Francisco, 18 dicembre 1956) è un ex giocatore di football americano statunitense che ha militato nel ruolo di linebacker nella National Football League (NFL).

## Carriera
Al college Robinson giocò a football a UCLA Bruins, venendo premiato per tre volte come All-American. Fu scelto dai Philadelphia Eagles nel corso del primo giro (ventunesimo assoluto) del Draft NFL 1979. Vi giocò fino al 1984, raggiungendo il Super Bowl XV nel 1980 e venendo convocato per il suo unico Pro Bowl l'anno successivo. Chiuse la carriera militando nei Los Angeles Raiders dal 1985 al 1991.

## Palmarès

### Franchigia
- National Football Conference Championship: 1

Philadelphia Eagles: 1980

### Invididuale
- Convocazioni al Pro Bowl: 1

1981
- First-team All-Pro: 1

1981
- Second-team All-Pro: 1

1980
- PFWA All-Rookie Team - 1979
- College Football Hall of Fame
- Numero 84 ritirato dagli UCLA Bruins